# انتشارات دانشگاه کالیفرنیا
انتشارات دانشگاه کالیفرنیا (به انگلیسی: University of California Press، که با عنوان UC Press نیز شناخته می‌شود) ناشری مستقر در ایالات متحده آمریکا و وابسته به دانشگاه کالیفرنیا است که به چاپ و نشر کتابها و ژورنال‌های دانشگاهی می‌پردازد. این انتشارات در سال ۱۸۹۳ میلادی گشایش یافت و دفتر اصلی آن در اوکلند، کالیفرنیا قرار دارد.
این انتشارات ناسودبر است و در آغاز تنها به چاپ کتاب‌ها و جزوه‌های مورد نیاز استادان و دانشجویان دانشگاه کالیفرنیا می‌پرداخت. امروزه این مرکز بیش از ۲۷۰ عنوان کتاب را از نویسندگان سراسر جهان چاپ می‌کند و ۳۰ ژورنال تخصصی را نیز منتشر می‌کند. بیش از ۳۰۰۰ نویسنده تاکنون کتاب‌های خود را با این انتشارات به چاپ رسانده‌اند.